# Celidosphenella simulata
Celidosphenella simulata är en tvåvingeart som först beskrevs av Malloch 1933.  Celidosphenella simulata ingår i släktet Celidosphenella och familjen borrflugor. Inga underarter finns listade.